# Suchy Bór
Suchy Bór est une localité polonaise du gmina de Chrząstowice dans la voïvodie et le powiat d'Opole.